# Непальцы в Гонконге
Непальцы (англ. Nepalis или англ. Nepalese people) — одна из старейших групп населения Гонконга, появившаяся в колонии с началом британского правления (в тот период среди непальцев преобладали гуркхи). Многие поколения непальцев родились в Гонконге и считают его своим домом. Согласно данным переписи населения 2011 года в Гонконге официально проживало 16,5 тыс. непальцев (согласно неофициальным данным — около 40 тыс., так как часть непальцев не имеет гонконгского гражданства).
Непальская община Гонконга отличается бедностью, среди молодёжи распространены безработица, преступность и наркомания. Гонконгские СМИ стереотипно изображают непальцев как «ленивых бродяг», выпячивая их проступки и не освещая достаточно их вклад в общество. Непальцы очень слабо представлены в законодательных органах Гонконга, они часто сталкиваются с культурно-языковой обособленностью и дискриминацией на работе, а также испытывают предвзятое отношение со стороны полиции.   

## История
Первые непальцы появились в Гонконге в начале британского правления как часть гуркхских подразделений колониальной армии (так называемая Бригада гуркхов — Brigade of Gurkhas). В 1948 году части гуркхов были расквартированы на Новых Территориях для охраны границы от нелегальных иммигрантов и обеспечения порядка. В 1983 году детям гуркхских солдат, родившимся в Гонконге, было предоставлено право на постоянное место жительства. В 1994 году в Гонконге насчитывалось около 6 тыс. гуркхов. До 1997 года солдаты-непальцы и их семьи жили в казармах на территории районов Хэппи-Вэлли, Стэнли, Чимсачёй (Уитфилдские бараки) и Сэккон (авиабаза Сэккон в округе Юньлон).
После передачи Гонконга КНР (1997) большинство гуркхов получили гонконгские паспорта и поселились в районе Джордан, где им предоставили доступную арендную плату за жильё. Однако после демобилизации непальцы не могли найти достойную работу и среди них возросла безработица. Часть гуркхов устроилась частными охранниками или в сферу услуг (преимущественно официантами и поварами). Из-за занятости обоих родителей непальские дети оставались без присмотра, и местные банды вовлекали их в розничный сбыт наркотиков. Часть детей покидала школу из-за плохого знания кантонского или из-за необходимости работать в родительском бизнесе.
В 2004 году в Гонконге насчитывалось около 18 тыс. непальцев, в 2011 году — 19,7 тыс.. В 2008 году британский суд разрешил бывшим военнослужащим из числа гонконгских гуркхов селиться в Великобритании.

## Современное положение
По состоянию на 2011 год крупнейшие общины непальцев проживали в округе Яучимвон (7 тыс.), округе Юньлон (4,5 тыс.) и округе Ваньчай (1,6 тыс.). В Яучимвоне непальцы сконцентрированы в районе Джордан, в Юньлоне — в районах Камтхинь и Сэккон. 
Большинство непальцев говорит на родном языке (92,5 %), остальные — на английском (5,3 %) и кантонском (2,3 %). Возможно, плохое знание местных языков объясняется тем, что британцы традиционно ограничивали контакты солдат с местными китайцами, а также тем, что большую часть времени гуркхи и их семьи проводили в замкнутых военных лагерях.
Среди непальцев Гонконга имеется небольшая прослойка среднего класса — владельцы ресторанов, закусочных, бакалейных магазинов, магазинов сари и тканей, интернет-кафе и салонов красоты, менеджеры, врачи и инженеры. Нередко члены большой семьи, соседи или друзья объединяют капиталы, чтобы открыть своё небольшое дело. 
Многие мужчины-непальцы заняты в частных охранных структурах — G4S Gurkha Services (подразделение британской компании G4S), Pacific Crown Security Service, Sunkoshi Gurkha Security, а также строительными рабочими. Непальская община имеет несколько правозащитных организаций, в том числе ассоциации гуркхов, лимбу, раи и палунгва.
Ранее в Гонконге издавалось три непальские газеты — Everest Weekly, Sunrise Weekly и Ethnic Voice Weekly (последние две газеты прекратили своё существование, а Everest Weekly выходит нерегулярно). Большинство непальских детей учится в правительственных начальных и средних школах для некитайцев. Подростки из небогатых семей, особенно плохо владеющие кантонским диалектом, нередко продолжают обучение в университетах Непала и Индии, где оно значительно дешевле высшего образования в Гонконге.
Среди непальцев имеются группы индуистов, буддистов, христиан и анимистов. В сфере внешнеэкономических связей между Гонконгом и Непалом активна Непальская торговая палата Гонконга (Nepal Chamber of Commerce Hong Kong).